# CHOP
CHOP és una proteïna coneguda també com a GADD153 que funciona com a factor de transcripció i que forma part de la família de proteïnes C/EBP.
CHOP és un sensor d’estrès cel·lular, es produeix molt poc en condicions normals i s’activarà (augmentant molt la seva expressió) davant situacions d’estrès cel·lular com estrès del reticle endoplasmàtic, dany a l’ADN, falta de nutrients, hipòxia i agents tòxics o genotòxics.
Ho farà a través de 2 vies: UPR (Unfolded Protein Response) i ISR (Integrated Stress Response).
Les funcions principals de CHOP són regular gens que estan implicats en inflamació, diferenciació cel·lular, autofàgia i apoptosi.
CHOP pot actuar com:
- Repressor: forma dímers amb altres factors de transcripció i els impedeix unir-se a ADN, inhibint els gens regulats per aquests factors.[1]
- Activador transcripcional: quan indueix gens de resposta a l’estrès cel·lular.[1]